# Liste der Bodendenkmäler in Euerdorf
Auf dieser Seite sind die Bodendenkmäler in dem unterfränkischen Markt Euerdorf zusammengestellt. Diese Tabelle ist eine Teilliste der Liste der Bodendenkmäler in Bayern. Grundlage ist die Bayerische Denkmalliste, die auf Basis des Bayerischen Denkmalschutzgesetzes vom 1. Oktober 1973 erstmals erstellt wurde und seither durch das Bayerische Landesamt für Denkmalpflege geführt wird. Die folgenden Angaben ersetzen nicht die rechtsverbindliche Auskunft der Denkmalschutzbehörde.

## Bodendenkmäler in Euerdorf
| Lage       | Objekt                                                                                    | Akten-Nr.     | Bild |
| ---------- | ----------------------------------------------------------------------------------------- | ------------- | ---- |
| (Standort) | Untertägige Teile der im Kern frühneuzeitlichen Kath. Pfarrkirche St. Johannes der Täufer | D-6-5826-0015 |      |
| (Standort) | Siedlung vermutlich der Hallstattzeit.                                                    | D-6-5826-0016 |      |
| (Standort) | Freilandstation des Mesolithikums und Siedlung des Neolithikums.                          | D-6-5826-0017 |      |
| (Standort) | Hoch- bis spätmittelalterliche Wüstung „Sommerberg“.                                      | D-6-5826-0018 |      |
| (Standort) | Spätmittelalterliche Wüstung „Stupfel“.                                                   | D-6-5826-0019 |      |
| (Standort) | Untertägige Teile der spätmittelalterlichen bis frühneuzeitlichen Evang.-Luth. Kirche     | D-6-5826-0079 |      |
| (Standort) | Untertägige Teile erhaltener Abschnitte und Fundamente abgegangener Partien               | D-6-5826-0080 |      |
| (Standort) | Archäologische Befunde des Mittelalters und der frühen Neuzeit                            | D-6-5826-0081 |      |
| (Standort) | Quellfassung des Mittelalters oder der Neuzeit.                                           | D-6-5826-0104 |      |
| (Standort) | Abschnittsbefestigung vor- und frühgeschichtlicher oder mittelalterlicher Zeitstellung.   | D-6-5826-0105 |      |
| (Standort) | Bestattungsplatz mit Grabhügeln vorgeschichtlicher Zeitstellung.                          | D-6-5826-0107 |      |